# Liss-Rännsjön
Liss-Rännsjön är en sjö i Ockelbo kommun i Gästrikland och ingår i Testeboåns huvudavrinningsområde. Sjön är 8 meter djup, har en yta på 0,132 kvadratkilometer och befinner sig 115 meter över havet. Sjön avvattnas av vattendraget Rännsjöbäcken.

## Delavrinningsområde
Liss-Rännsjön ingår i det delavrinningsområde (675140-154681) som SMHI kallar för Utloppet av Liss-Rännsjön. Medelhöjden är 117 meter över havet och ytan är 0,38 kvadratkilometer. Räknas de 2 avrinningsområdena uppströms in blir den ackumulerade arean 12,51 kvadratkilometer. Rännsjöbäcken som avvattnar avrinningsområdet har biflödesordning 2, vilket innebär att vattnet flödar genom totalt 2 vattendrag innan det når havet efter 52 kilometer. Avrinningsområdet består mestadels av skog (65 procent). Avrinningsområdet har 0,13 kvadratkilometer vattenytor vilket ger det en sjöprocent på 35,2 procent.